# Italian Hockey League - Division I 2022-2023
L'Italian Hockey League - Division I 2022-2023 è stato il terzo ed ultimo livello del Campionato italiano di hockey su ghiaccio giocato nella stagione 2022-2023.

## Formazioni
Le squadre iscritte al campionato sono rimaste undici. Non si sono iscritte l'Hockey Club Milano Bears e il Bolzano/Trento, presenti nella stagione precedente. Il Valpellice Bulldogs, promosso in IHL, ha iscritto in IHL-Division I la propria seconda squadra. Due sono anche le neoiscritte: per una, la seconda squadra dell'Hockey Club Gherdëina, si tratta di un ritorno dopo cinque stagioni di assenza, mentre è l'esordio per i modenesi del Fanano.
| Squadre iscritte alla IHL-I Division nel campionato 2022-23 | Squadre iscritte alla IHL-I Division nel campionato 2022-23 | Squadre iscritte alla IHL-I Division nel campionato 2022-23 | Squadre iscritte alla IHL-I Division nel campionato 2022-23 | Squadre iscritte alla IHL-I Division nel campionato 2022-23 | Squadre iscritte alla IHL-I Division nel campionato 2022-23 |
| Girone                                                      | Club                                                        | Regione                                                     | Città                                                       | Arena                                                       | Capacità                                                    |
| ----------------------------------------------------------- | ----------------------------------------------------------- | ----------------------------------------------------------- | ----------------------------------------------------------- | ----------------------------------------------------------- | ----------------------------------------------------------- |
| Ovest                                                       | Aosta Gladiators                                            | Valle d'Aosta                                               | Aosta (AO)                                                  | Palaghiaccio di Aosta                                       | 1.136                                                       |
| Ovest                                                       | Real Torino                                                 | Piemonte                                                    | Torino (TO)                                                 | Palasport Tazzoli                                           | 2.290                                                       |
| Ovest                                                       | Valpellice Bulldogs C                                       | Piemonte                                                    | Torre Pellice (TO)                                          | Pala Cotta Morandini                                        | 2.370                                                       |
| Ovest                                                       | Chiavenna                                                   | Lombardia                                                   | Chiavenna (SO)                                              | Palaghiaccio di Chiavenna                                   | 450                                                         |
| Ovest                                                       | Old Boys Milano                                             | Lombardia                                                   | Milano (MI)                                                 | Stadio del ghiaccio Agorà                                   | 4.000                                                       |
| Ovest                                                       | Fanano Miners                                               | Emilia-Romagna                                              | Fanano (MO)                                                 | Palaghiaccio Fanano                                         | ?                                                           |
| Est                                                         | Hockey Pieve                                                | Veneto                                                      | Pieve di Cadore (BL)                                        | Stadio del ghiaccio di Tai di Cadore                        | ?                                                           |
| Est                                                         | Feltreghiaccio                                              | Veneto                                                      | Feltre (BL)                                                 | Palaghiaccio Feltre                                         | 2.500                                                       |
| Est                                                         | HC Gherdëina C                                              | Trentino-Alto Adige                                         | Selva di Val Gardena (BZ)                                   | Pranives                                                    | 2.000                                                       |
| Est                                                         | HC Piné                                                     | Trentino-Alto Adige                                         | Baselga di Piné (TN)                                        | Ice Rink Pinè                                               | 1.880                                                       |
| Est                                                         | HC Val Venosta                                              | Trentino-Alto Adige                                         | Laces (BZ)                                                  | IceForum                                                    | 400                                                         |

## Formula
La formula è rimasta invariata rispetto alla stagione precedente: le squadre sono state suddivise in due gironi, Est (con 5 partecipanti, provenienti da Trentino-Alto Adige e Veneto) e Ovest (con 6 partecipanti, provenienti da Valle d'Aosta, Piemonte, Lombardia e Emilia-Romagna).
La regular season si è disputata con un girone di andata e ritorno per entrambi i gironi. Le prime tre squadre classificate di ciascun girone hanno accesso al master round, mentre le restanti cinque (tre dal girone ovest e due dal girone est) al qualification round; anche i gironi della seconda fase vennero disputati con gare di andata e ritorno.
Ai play-off si qualificheranno 8 squadre: le squadre del master round e le prime due classificate del qualification round.

### Coppa Italia
Una novità di rilievo riguarda l'apertura anche alle squadre della terza serie della Coppa Italia: si qualificheranno infatti agli ottavi di finale tutte e dieci le squadre di IHL e le prime tre squadre di ciascuno dei due gironi di regular season della IHL - Division I (ovverosia le squadre qualificate al Master Round della seconda fase).

## Regular season

### Girone Ovest
| Pos. | Squadra               | Pt | G  | V | VOT | POT | P | GF | GS | DR  |
| ---- | --------------------- | -- | -- | - | --- | --- | - | -- | -- | --- |
| 1.   | Real Torino           | 21 | 10 | 7 | 0   | 0   | 3 | 47 | 21 | +26 |
| 2.   | Chiavenna             | 20 | 10 | 6 | 1   | 0   | 3 | 45 | 23 | +22 |
| 3.   | Old Boys Milano       | 19 | 10 | 6 | 0   | 1   | 3 | 29 | 26 | +3  |
| 4.   | Valpellice Bulldogs C | 18 | 10 | 5 | 1   | 1   | 3 | 41 | 23 | +18 |
| 5.   | Aosta Gladiators      | 9  | 10 | 3 | 0   | 0   | 7 | 31 | 25 | +6  |
| 6.   | Fanano Miners         | 3  | 10 | 1 | 0   | 0   | 9 | 20 | 95 | -75 |

### Girone Est
| Pos. | Squadra         | Pt | G | V | VOT | POT | P | GF | GS | DR  |
| ---- | --------------- | -- | - | - | --- | --- | - | -- | -- | --- |
| 1.   | Feltreghiaccio  | 17 | 8 | 5 | 0   | 2   | 1 | 29 | 16 | +13 |
| 2.   | Gherdëina C     | 15 | 8 | 4 | 1   | 1   | 2 | 26 | 25 | +1  |
| 3.   | Piné            | 14 | 8 | 4 | 1   | 0   | 3 | 24 | 20 | +4  |
| 4.   | Val Venosta     | 12 | 8 | 4 | 0   | 0   | 4 | 22 | 21 | +1  |
| 5.   | Pieve di Cadore | 2  | 8 | 0 | 1   | 0   | 7 | 14 | 33 | -19 |

Legenda:
      Ammesse al master round e alla Coppa Italia
      Ammesse al qualification round
In caso di parità di punti in classifica, i criteri per determinare le posizioni sono: 1) punti negli scontri diretti; 2) differenza reti negli scontri diretti; 3) differenza reti globale; 4) sorteggio.

## Seconda fase

### Master round
Le squadre hanno ricevuto un bonus di punti determinato dalla posizione in classifica nei gironi della stagione regolare: 2 punti per le due squadre prime classificate (Real Torino e Feltreghiaccio), 1 punto per le seconde classificate (Chiavenna e Gherdeina C), mentre nessun punto è andato alle due squadre terze classificate.
| Pos. | Squadra         | Pt | G  | V  | VOT | POT | P | GF | GS | DR  |
| ---- | --------------- | -- | -- | -- | --- | --- | - | -- | -- | --- |
| 1.   | Feltreghiaccio  | 32 | 10 | 10 | 0   | 0   | 0 | 56 | 21 | +35 |
| 2.   | Piné            | 20 | 10 | 6  | 0   | 2   | 2 | 38 | 19 | +19 |
| 3.   | Chiavenna       | 16 | 10 | 4  | 1   | 1   | 4 | 24 | 22 | +2  |
| 4.   | Real Torino     | 13 | 10 | 3  | 1   | 0   | 6 | 27 | 36 | -9  |
| 5.   | Gherdëina C     | 12 | 10 | 3  | 1   | 0   | 6 | 32 | 39 | -7  |
| 6.   | Old Boys Milano | 3  | 10 | 1  | 0   | 0   | 8 | 20 | 60 | -40 |

### Qualification round
Le squadre hanno ricevuto un bonus di punti determinato dalla posizione in classifica nei gironi della stagione regolare: 2 punti per le due squadre quarte classificate (Val Venosta e Valpellice Bulldogs C), 1 punto per le quinte classificate (Cadore e Aosta), mentre nessun punto è andato al Fanano, sesto classificato del girone Ovest.
| Pos. | Squadra               | Pt | G | V | VOT | POT | P | GF | GS | DR  |
| ---- | --------------------- | -- | - | - | --- | --- | - | -- | -- | --- |
| 1.   | Pieve di Cadore       | 22 | 8 | 7 | 0   | 0   | 1 | 27 | 14 | +13 |
| 2.   | Fanano Miners         | 19 | 8 | 5 | 2   | 0   | 1 | 61 | 28 | +33 |
| 3.   | Val Venosta           | 12 | 8 | 3 | 0   | 1   | 4 | 35 | 25 | +10 |
| 4.   | Valpellice Bulldogs C | 10 | 8 | 2 | 0   | 2   | 4 | 23 | 26 | -3  |
| 5.   | Aosta Gladiators      | 3  | 8 | 0 | 1   | 0   | 7 | 13 | 66 | -53 |

Legenda:
      Ammesse ai play-off
      Eliminate
In caso di parità di punti in classifica, i criteri per determinare le posizioni sono: 1) punti negli scontri diretti; 2) differenza reti negli scontri diretti; 3) differenza reti globale; 4) sorteggio.

## Play-off

### Tabellone
|  | Quarti di finale | Quarti di finale | Quarti di finale | Quarti di finale | Quarti di finale |  |  | Semifinali | Semifinali     | Semifinali     | Semifinali | Semifinali |   |   | Finale | Finale         | Finale         | Finale | Finale |  |
|  |                  |                  |                  |                  |                  |  |  |            |                |                |            |            |   |   |        |                |                |        |        |  |
|  | 1                | Feltreghiaccio   | Feltreghiaccio   | 6                | 5                |  |  |            |                |                |            |            |   |   |        |                |                |        |        |  |
|  | 8                | Fanano Miners    | Fanano Miners    | 1                | 2                |  |  | 1          | Feltreghiaccio | Feltreghiaccio | 2          | 5          |   |   |        |                |                |        |        |  |
|  | 4                | Real Torino      | 2†               | 1                | 2                |  |  | 5          | Gherdëina C    | Gherdëina C    | 1          | 1          |   |   |        |                |                |        |        |  |
|  | 5                | Gherdëina C      | 1                | 4                | 3                |  |  |            |                |                |            |            |   |   | 1      | Feltreghiaccio | Feltreghiaccio | 2      | 0      |  |
|  | 2                | Piné             | 1                | 2                | 6                |  |  |            |                | 2              | Piné       | Piné       | 3 | 1 |        |                |                |        |        |  |
|  | 7                | Pieve di Cadore  | 2                | 0                | 3                |  |  | 2          | Piné           | Piné           | 5          | 7          |   |   |        |                |                |        |        |  |
|  | 3                | Chiavenna        | Chiavenna        | 3                | 7                |  |  | 3          | Chiavenna      | Chiavenna      | 0          | 1          |   |   |        |                |                |        |        |  |
|  | 6                | Old Boys Milano  | Old Boys Milano  | 1                | 2                |  |  |            |                |                |            |            |   |   |        |                |                |        |        |  |

Legenda:
†: incontro terminato ai tempi supplementari; ‡: incontro terminato ai tiri di rigore.

### Finale
| Feltre 1º aprile 2023, ore 19:30 | Feltreghiaccio | 2 – 3 (0:0; 1:3; 1:0) referto | Piné | Palaghiaccio Feltre Drio le Rive (2100 spett.)\| Arbitro: \| Omar Pinié \| |
| Arbitro:                         | Omar Pinié     |                               |      |                                                                            |

| Baselga di Piné 8 aprile 2023, ore 20:00 | Piné           | 1 – 0 (0:0; 1:0; 0:0) referto | Feltreghiaccio | Ice Rink Piné (1300 spett.)\| Arbitro: \| Massimo De Col \| |
| Arbitro:                                 | Massimo De Col |                               |                |                                                             |